# Orasema delicatula
Orasema delicatula är en stekelart som först beskrevs av Walker 1862.  Orasema delicatula ingår i släktet Orasema och familjen Eucharitidae. Inga underarter finns listade i Catalogue of Life.